# Roc de France
Roc de France (katal. Roc de Frausa) – szczyt w Pirenejach. Leży na granicy między Francją (departament Pireneje Wschodnie) a Hiszpanią (Girona (prowincja)). Należy do Pirenejów Wschodnich.